# 季亚娜·巴耶娃
季亚娜·阿尔捷米芙娜·巴耶娃（烏克蘭語：Діана Артемівна Баєва，2004年8月9日—），乌克兰艺术体操运动员，2020年欧洲艺术体操锦标赛团体、5人球操金牌得主、3人圈操+2人棒操银牌得主和集体全能铜牌得主、2023年欧洲艺术体操锦标赛团体银牌得主、2023年世界艺术体操锦标赛3人带操+2人球操铜牌得主。